# Morinda coreia
Morinda coreia är en måreväxtart som beskrevs av Buch.-ham.. Morinda coreia ingår i släktet Morinda och familjen måreväxter. Inga underarter finns listade i Catalogue of Life.